# على مر الزمان (مسلسل)
على مر الزمان (بالتركية: Öyle Bir Geçer Zaman ki)، مسلسل تلفزيوني درامي تركي من إنتاج العام 2010، من بطولة أركان بتككيا وعائشة بينجول، من تأليف جوشكون إرماك وإخراج زينب جوناي تان، تم عرضه على قناة كانال دي من 14 سبتمبر 2010 إلى 18 يونيو 2013.

## قصة المسلسل
تدور الأحداث حول قصة حقيقية في سنة 1967 حيث الاضطرابات السياسية بتركيا ووقوع العديد من الأحداث التي أثرت كثيرا على تركيا. يعمل علي اكارسو كقبطان ويسافر كثيراً لفترات طويلة بعيدا عن زوجته وأولاده، وهناك بالغربة يتعرف على سيدة تدعى كارولين يقع في حبها وتحاول السيطرة عليه وتطلب منه أن يتخلى عن زوجته جميلة وأولاده، ويبدأ الصراع الداخلي بين حب علي لزوجته وأولاده وعشقه لكارولين.

## فريق العمل
| الشخصية العربية | الشخصية التركية  | الممثل              | مؤدي الصوت العربي | معلومات عن الشخصية |
| --------------- | ---------------- | ------------------- | ----------------- | --- |
| علي أكارسو      | علي أكارسو       | أركان بتككيا        | خلدون قاروط       | هو رجل يعمل كقبطان وزوج جميلة واب لاربعة أولاد نيفين ومجد وايلين وعثمان                                                          |
| جميلة           | جميلة            | أيجا بنجول          | أسيمة يوسف        | هي ام أولاد القبطان على اكارسو وكانت ربة منزل ممتازة ومتفانية في تربية أولادها                                                   |
| كارولين         | كارولين          | ويلما إيليس         | لمى إبراهيم       | هي سيدة هولندية تعرف عليها القبطان على من خلال سفره عبر البلاد الاروبية وبسبب حبه لها طلق زوجته وتزوجها وحدث تفكك أسرى في عائلته |
| نيفين أكارسو    | نيفين            | يلدز كاجري أتكسوي   | لمى الحكيم        | هي الابنة الكبرى في أولاده وكانت تدرس في إحدى جامعات اسطنبول وقد احبت زميل شيوعى لها في الجامعة                                  |
| إيلين أكارسو    | إيلين            | فرح زينب عبد الله   | همسة الحايك       | هي الابنة المدللة في أولاده وقد احبت رجل أعمال يدعى سهيل                                                                         |
| مجد أكارسو      | ميتي             | أراس بولوط إينيملي  | جابر جوخدار       | هو ابن القبطان على وكان عصبي ومتمرد على قسوة اباه وقد توترت العلاقة بينهما                                                       |
| عثمان أكارسو    | عثمان            | إيمير بيركي زينسيدي |                   | هو الابن الاصغر في عائلة القبطان على وهو راوى القصة في المسلسل                                                                   |
| صفا أكارسو      | حصيفة            | ميرال جتنكيا        | وثراء دبسي        | هي ام القبطان على اكارسو |
| سهيل            | سونير            | متتى هوروأوغلو      | نضال جوهر         | هو رجل أعمال وقد احب ايلين ابنة القبطان على اكارسو وقد كان يكبرها في العمر بكثير                                                 |
| كمال أكارسو     | كمال             | محمد جورهان         | نضير لكود         | هو الأخ الأكبر للقبطان علي شخصيته ضعيفة حيث أن زوجته ناريمان وابنته مروى يتحكمان به                                              |
| ناريمان         | ناريمان          | زاينو أراكار        | دينا خانكان       | هي زوجة كمال أخو القبطان علي حيث أنها متسلطة على زوجها                                                                           |
| مروة أكارسو     | ميسوت            | نيلبري شاهينكايا    | هديل اللحام       | هي الابنة الوحيدة لكمال وناريمان تقع في حب سهيل يحدث بينهما خطوبة ثم ينفصلان بسبب إيلين                                          |
| رزان            | آيتن             | ديلا أكباس          | ميريانا معلولي    | هي الصديقة المقربة لنيفين وقد احبت الرجل الشيوعى المدعو أحمد                                                                     |
| أحمد            | أحمد             | تولجا جوليك         | علاء الزغبي       | هو رجل شيوعي استقلالي يقع في حب نيفين                                                                                            |
| غسان تاكي أوجلو | هاكان تاكي أوجلو | صالح باديمجي        | حسام سكاف         | هو ابن الوزير السابق اكرم تاتلي اوغلو يقع في حب نيفين ويتزوجها                                                                   |
| هاني            | نيكاتي           | سركان بادور         | على الإبراهيم     | هو زميل مجد بالمدرسة مع الوقت يكونان فرقة موسيقية                                                                                |
| إنجي            | إنسي             | يلدز كوفانتشي       |                   | هي معلمة الموسيقى حيث يحبها مجد ثم تموت                                                                                          |
| حكمت كارجي      | حكمت كارجي       | أورثان إلكايا       | مازن لطفي         | هو الصياد يقع في حب جميلة ويتزوجها ثم يقتله علي                                                                                  |
| كنان جيتين      | كنان             | حسين أفني دانيل     |                   | |

## عدد حلقات النسخة الأصلية
- الموسم الأول: 38 حلقة (من 1 إلى 38)
- الموسم الثاني: 41 حلقة (من 39 إلى 79)
- الموسم الثالث: 41 حلقة (من 80 إلى 120)
- اخر حلقة عرضت كانت بتاريخ 17/06/2013

## عدد حلقات النسخة المدبلجة
- الموسم الأول: 95 حلقة (من 1 إلى 95)
- الموسم الثاني: 105 حلقة (من 96 إلى 200)
- الموسم الثالث: 110 حلقة (من 201 إلى 310)
- انتهت الحلقة الأخيرة في 30/1/2014

## روابط خارجية
- على مر الزمان على موقع IMDb (الإنجليزية)
- على مر الزمان على موقع كينوبويسك (الروسية)
- على مر الزمان على موقع ألو سيني (الفرنسية)
- على مر الزمان على موقع قاعدة بيانات الفيلم (الإنجليزية)